# Eriogonum ericifolium
Eriogonum ericifolium är en slideväxtart som beskrevs av Torr. & Gray. Eriogonum ericifolium ingår i släktet Eriogonum och familjen slideväxter. Inga underarter finns listade i Catalogue of Life.